# Parvus
Parvus is een historisch merk van motorfietsen.
De bedrijfsnaam was Motocicli & Motori Parvus, Prova & Sgarbi, Milano.
Parvus was een Italiaanse producent van clip-on motoren, tweetakten van 104 cc. Men produceerde ze van 1921 tot 1926. Vanaf 1923 bouwde men echter ook motorfietsen met eigen 123 cc tweetaktmotoren.